# Cordón (náutica)
En náutica, el cordón es el conjunto de filásticas que torcidas juntas en sentido contrario al que aquellas aisladamente lo están, forma una cuerda, que asimismo se empleaba a bordo para usos diversos. 
También sirve para hacer cabos de mayor mena colchando juntos tres o más de dichos cordones.
Una de las clasificaciones que en general se hacen de los cabos es por el número de cordones de que constan.
También se llama cordón a la filástica, hilo o cordelito delgado formado por varias hebras de cáñamo reunidas e hiladas o torcidas juntas.
Asimismo suele denominarse cordón, cada una de las vueltas de la beta o cabo con que se guarne un aparejo destinado a levantar pesos o hacer esfuerzos; y cuyas vueltas se llaman más comúnmente guarnes en términos marineros.